# Hannó I el Gran
Hannó (en púnic, 𐤇𐤍𐤀 ḥn’; en grec antic: Ἄννων, llatí: Hanno), anomenat Hannó el Traïdor o Hannó I el Gran, fou un rei de Cartago (340–337 aC). Es va destacar comandant les forces púniques a Sicília en les guerres contra Dionís el Vell, a l'última època del seu regnat.
Probablement és el mateix Hannó a qui Pompeu Trogus anomena Hannó el Gran, i és probable que el vintè llibre d'aquest autor, avui perdut, expliqués el perquè d'aquest títol. Justí no en fa esment, però el qualifica de princeps carthaginiensium i diu que posseïa una gran riquesa personal, fins al punt que era més ric que el mateix estat, i que per això aspirava a la sobirania absoluta.
Justí diu que, per assolir el poder absolut, va provar d'enverinar els senadors en una festa matrimonial, però no se'n va sortir. Més tard, va fomentar una revolta d'esclaus, però altra vegada va fallir, i va fugir a l'interior del país, on va reunir un exèrcit de 20.000 mercenaris i va demanar l'ajut dels númides. Però va caure en mans dels cartaginesos, que el van crucificar juntament amb els seus fills i tota la seva família. Aquests fets només són relatats per Justí i per Orosi, que copia Justí quasi literalment, però hi al·ludeix també incidentalment Aristòtil, i s'haurien de situar entre el 356 aC i el 346 aC. No obstant això, la narració és evidentment fabulosa, i no reflecteix els fets reals, que són desconeguts.
Hannó va tenir dos fills: Hamílcar i Giscó.